# Clube Ferroviário de Nampula
Le Clube Ferroviário de Nampula est un club mozambicain de football basé à Nampula.

## Palmarès
- Championnat du Mozambique (1)
  - Champion : 2004

- Coupe du Mozambique (1)
  - Vainqueur : 2003
  - Finaliste : 2007

- Supercoupe du Mozambique
  - Finaliste : 2004, 2005, 2008